# John Montague Stow
Ne doit pas être confondu avec John Stow.
Sir John Montague Stow, né le 3 octobre 1911 et mort le 16 mars 1997, est un officier colonial britannique, gouverneur général de la Barbade de 1966 à 1967.

## Biographie
De 1947 à 1953, Sir John Stow a été nommé commissaire de Sainte-Lucie par le gouvernement britannique . Par la suite, il a été le dernier gouverneur de l'ancienne colonie de la Barbade , poste occupé par Sir John Stow du 8 octobre 1959 au 29 novembre 1966, et après l'obtention de l'indépendance de la Barbade du Royaume-Uni le 30 novembre 1966, Stow a été nommé Premier gouverneur général de la Barbade , fonction qu'il occupa jusqu'au 18 mai 1967. Il est décédé le 16 mars 1997 à l'âge de 85 ans.

## Distinctions
- Ordre de Saint-Michel et Saint-Georges Chevalier Grand-croix. Compagnon en 1950.
- Chevalier grand-croix de l’ordre royal de Victoria